# Лемона (футбольный клуб)
«Лемона» (баск. Lemoa KE) (исп. SD Lemona) — бывший баскский футбольный клуб из одноимённого города, в провинции Бискайя. Домашние матчи проводил на стадионе «Арлонагусия», вмещающем 5 000 зрителей. В Примере и Сегунде команда никогда не выступала, лучшим результатом является 4-е место в Сегунда B в сезоне 1996/97.

## Сезоны по дивизионам
- Сегунда B — 20 сезонов
- Терсера — 14 сезонов
- Региональные лиги — 49 сезонов

## Достижения
- Терсера
  - Победитель (2): 2000/01, 2001/02

## Известные игроки и воспитанники
- Хавьер Итурриага
- Хосе Луис Мендилибар
- Хосеба дель Олмо
- Аитор Рамос
- Гаиска Токеро